# Hořičky
Hořičky (německy Klein Horschitz) je obec v okrese Náchod v Královéhradeckém kraji. Žije zde 581 obyvatel.

## Historie
První písemná zmínka o obci pochází z roku 1357. Hořičky byly založeny jako farní obec. Původní název zněl Hořička. Roku 1357 zde byl postaven dřevěný kostel. Do dnešní podoby kostel nechala přestavět Marie Benygna Piccolominiová. U kostela byla roku 1828 postavena věž se zvonicí. V roce 1709 byla postavena dřevěná farní budova, která byla později roku 1800 přestavěna na kamennou v empírovém slohu. U kostela a fary se nachází oválné prostranství, kde roste od roku 1919 „Lípa práce a svornosti“.
Obec se proslavila hlavně za první republiky, kdy zde působili MUDr. Kašpar Rosa a MUDr. Alois Kutík, kteří zde provozovali sanatoria.

## Pamětihodnosti
- Kostel svatého Ducha
- Fara
- Pomník lidového léčitele Antonína Picha
- Pamětní deska Julia Zeyera na hostinci čp. 3
- Kapličky v Křižanově a v Mečově
- Smírčí kříž s vytesanou kuší

## Části obce
- Hořičky
- Chlístov
- Končiny
- Křižanov
- Mečov
- Nový Dvůr
- Kalousov

V letech 1960–1990 k obci patřil i Litoboř a od 1. července 1985 do 31. srpna 1990 také Běluň a Hostinka.

## Galerie

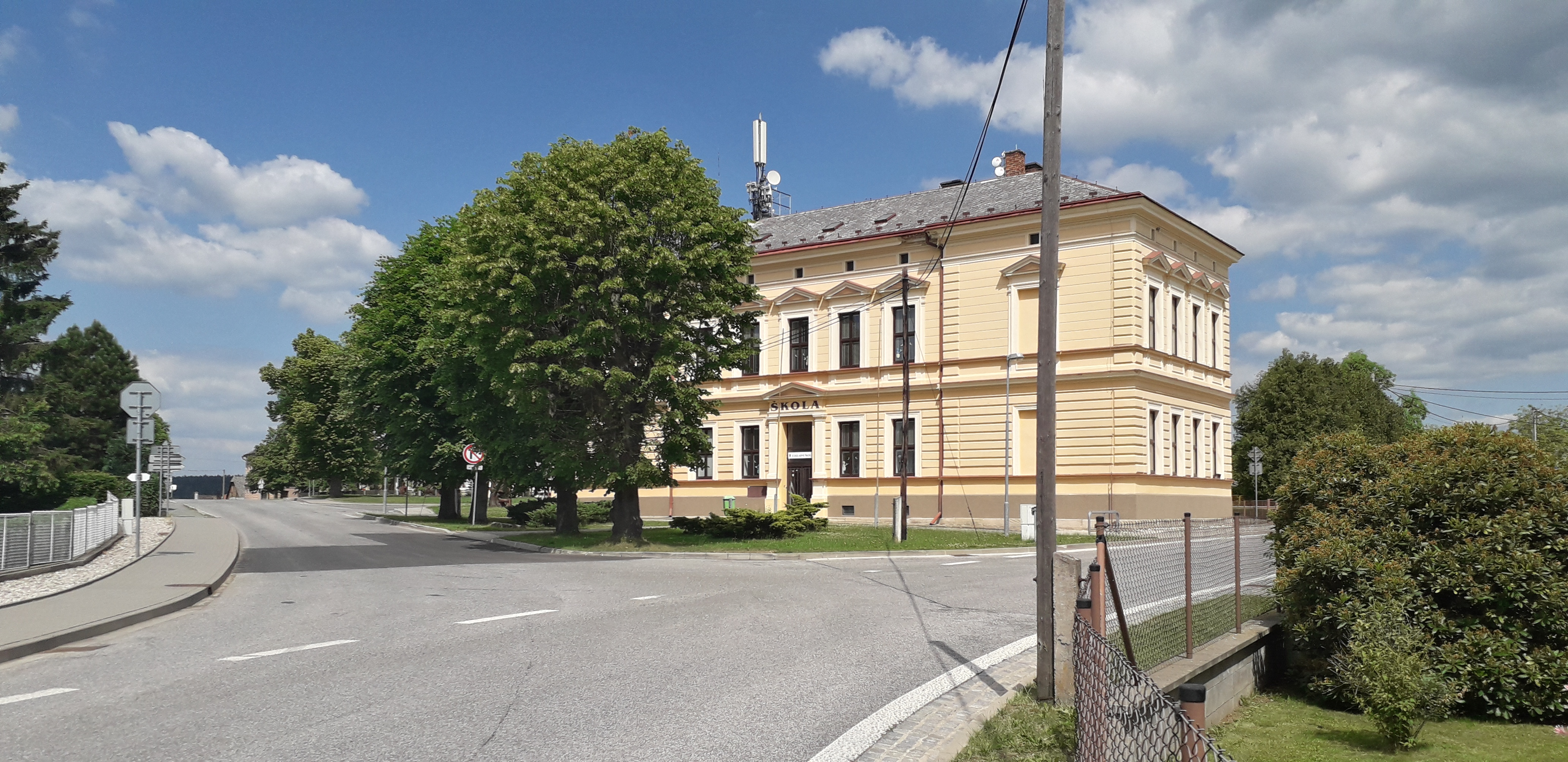
Základní škola v roce 2022
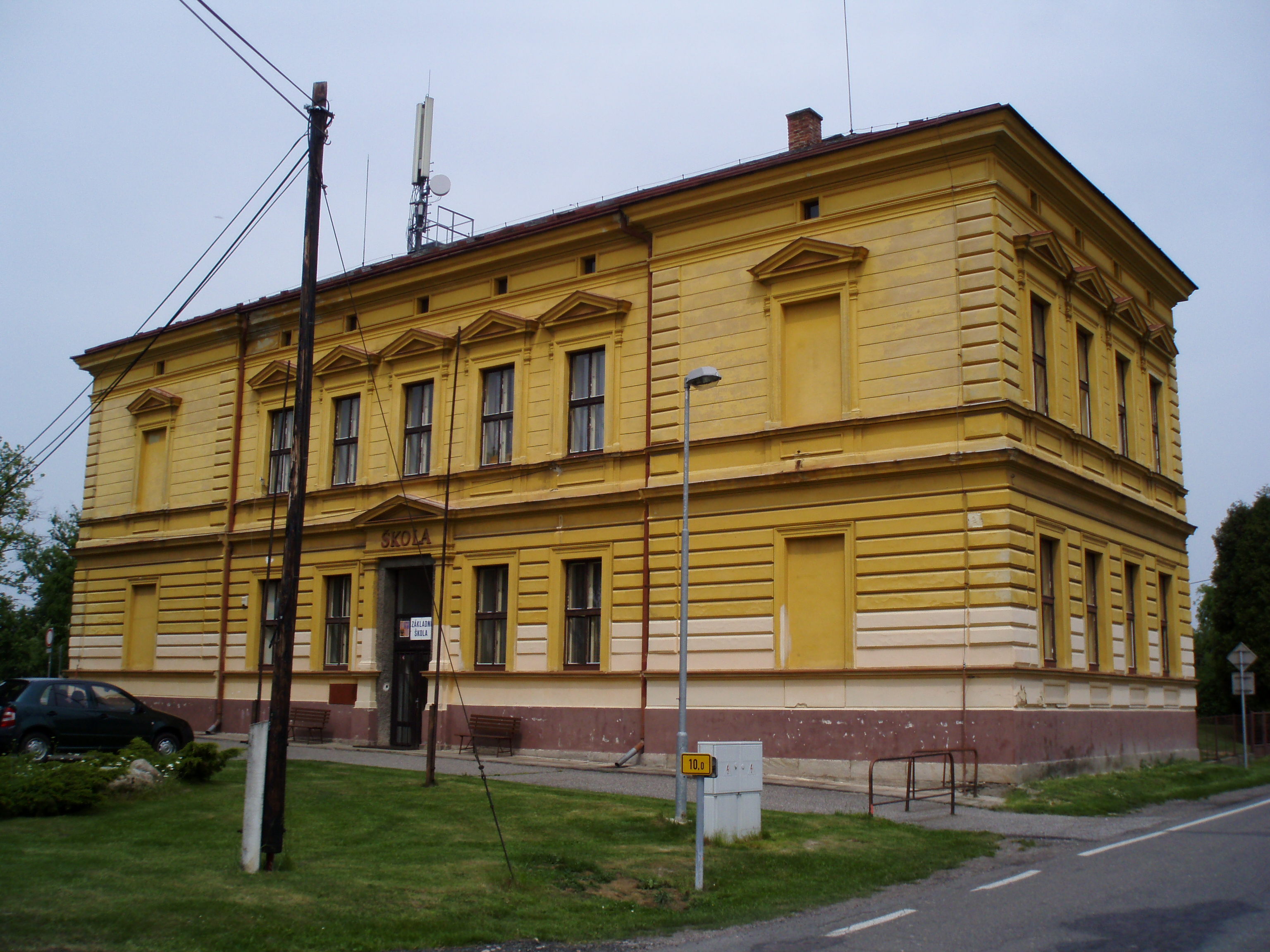
Základní škola v roce 2008
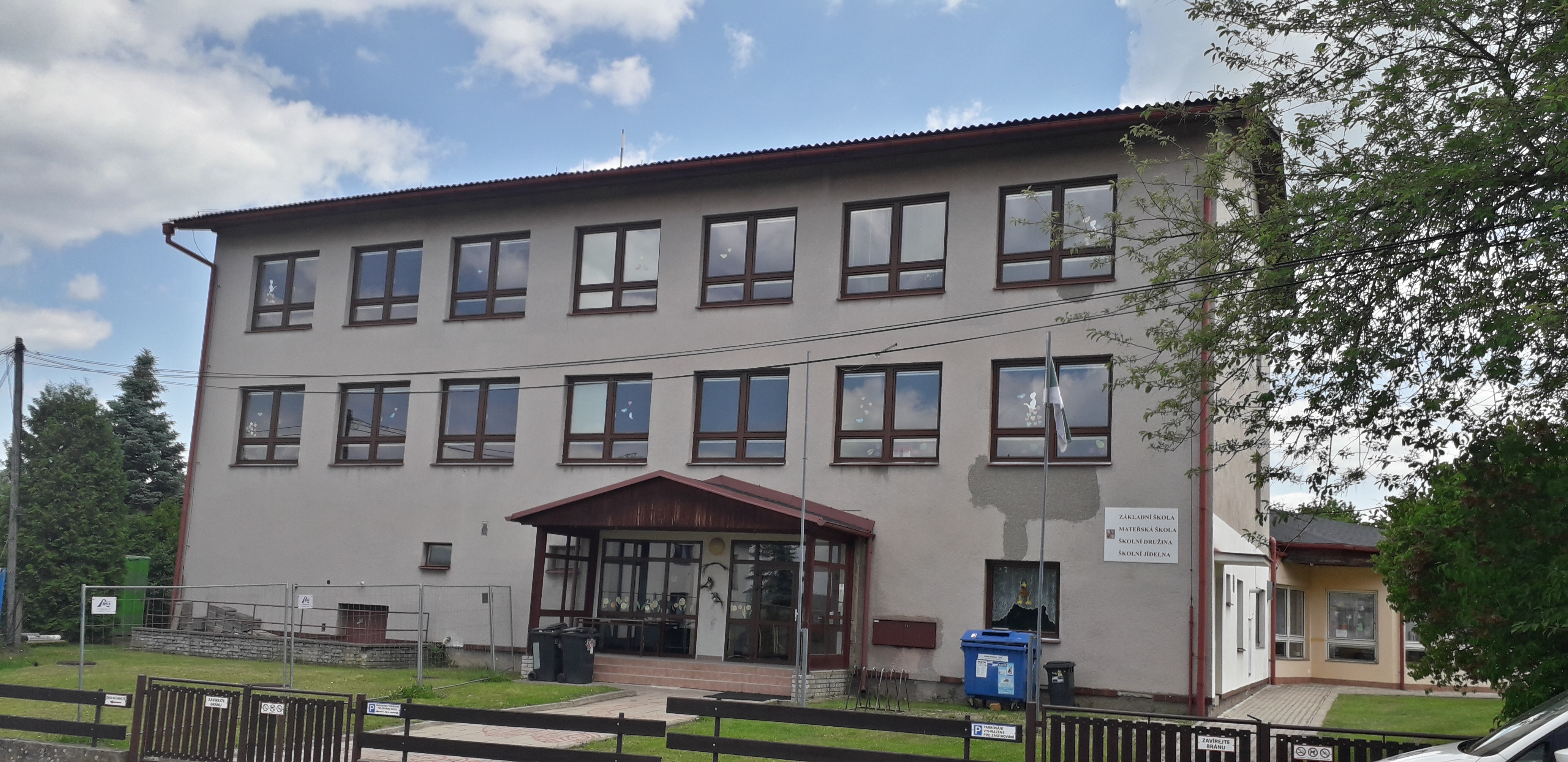
Druhá budova základní školy v roce 2022
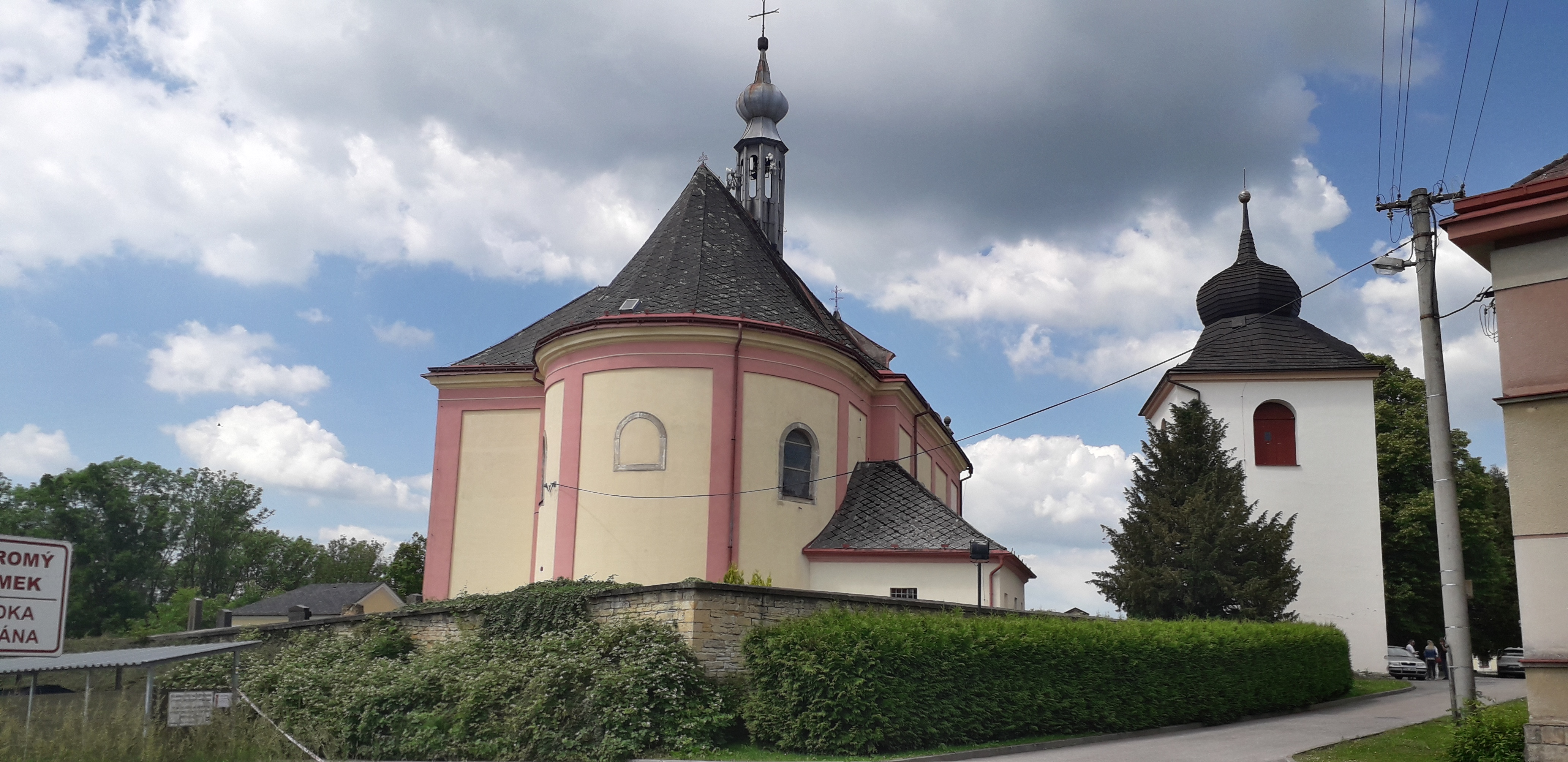
Exteriér kostela sv. Ducha
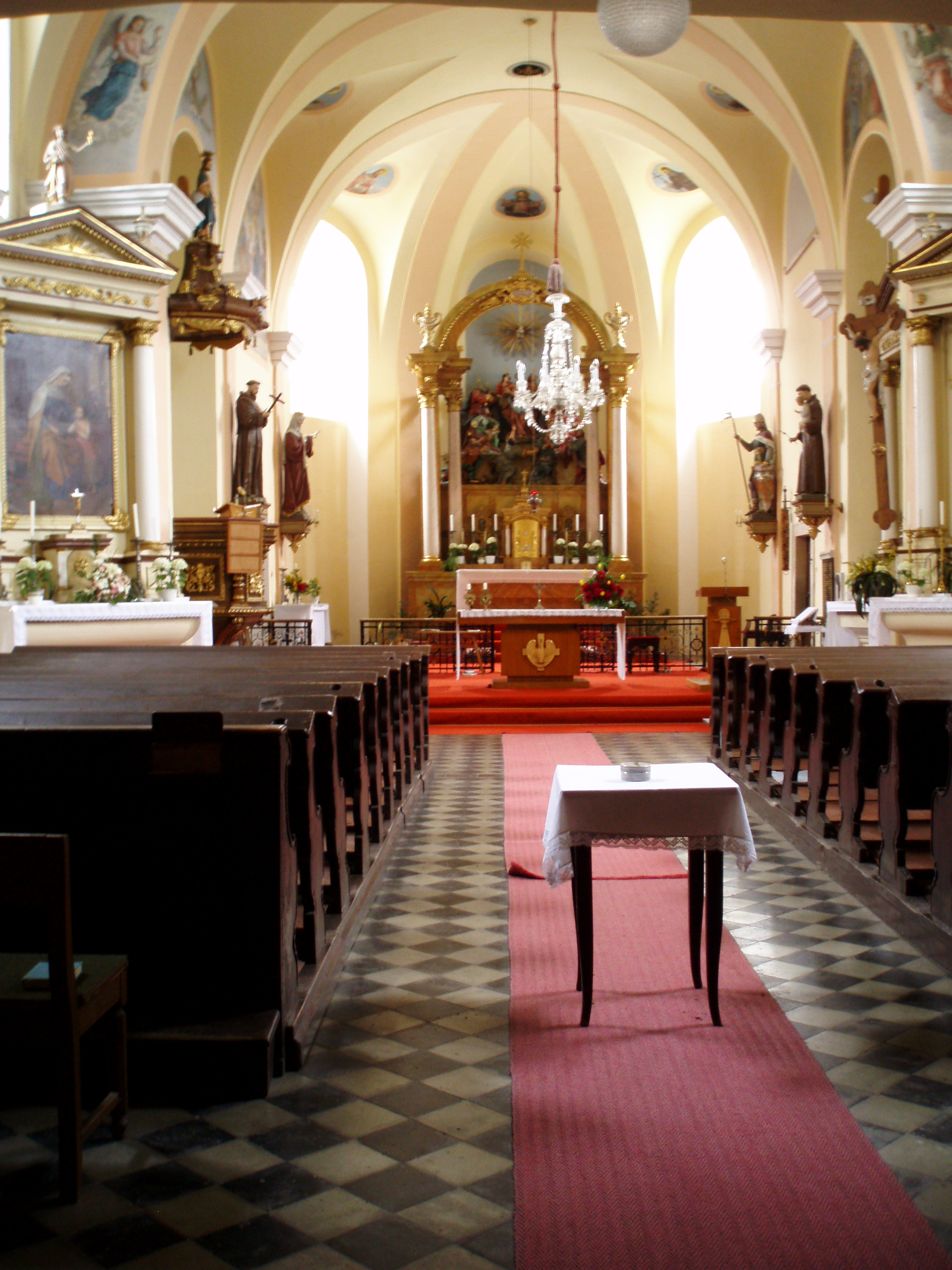
Interiér kostela sv. Ducha
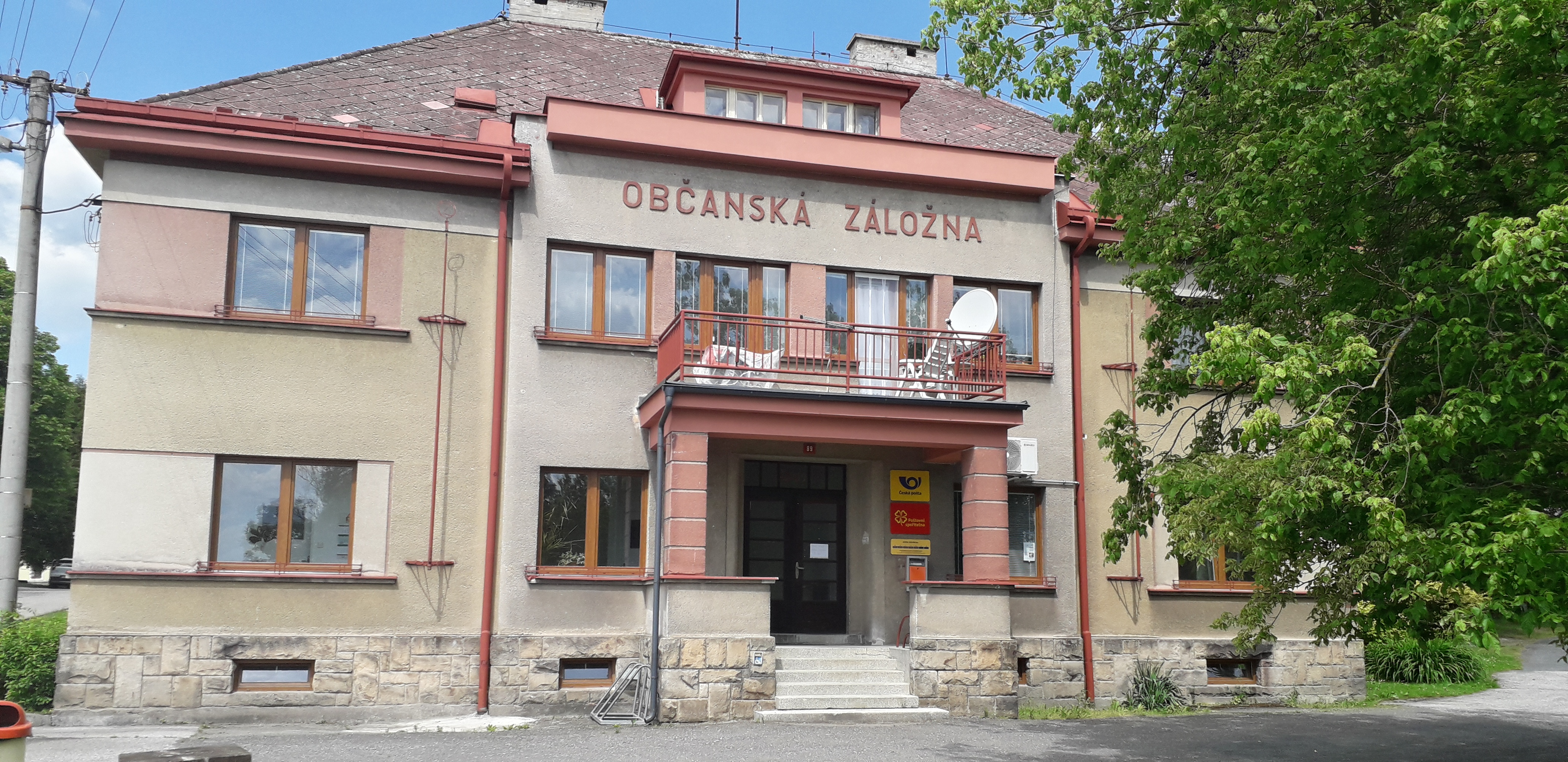
Hořičská pošta 552 05
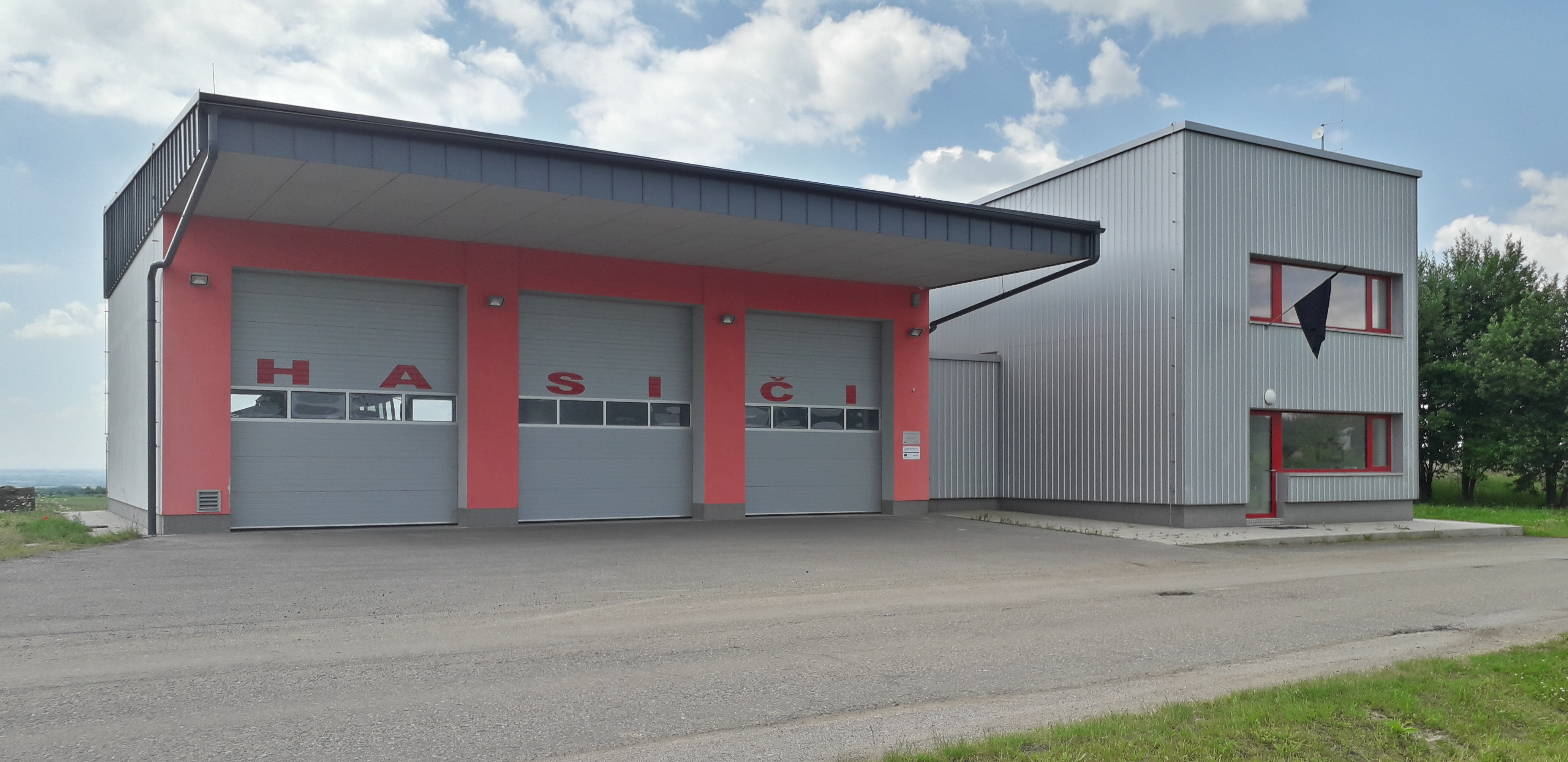
Hasičská zbrojnice
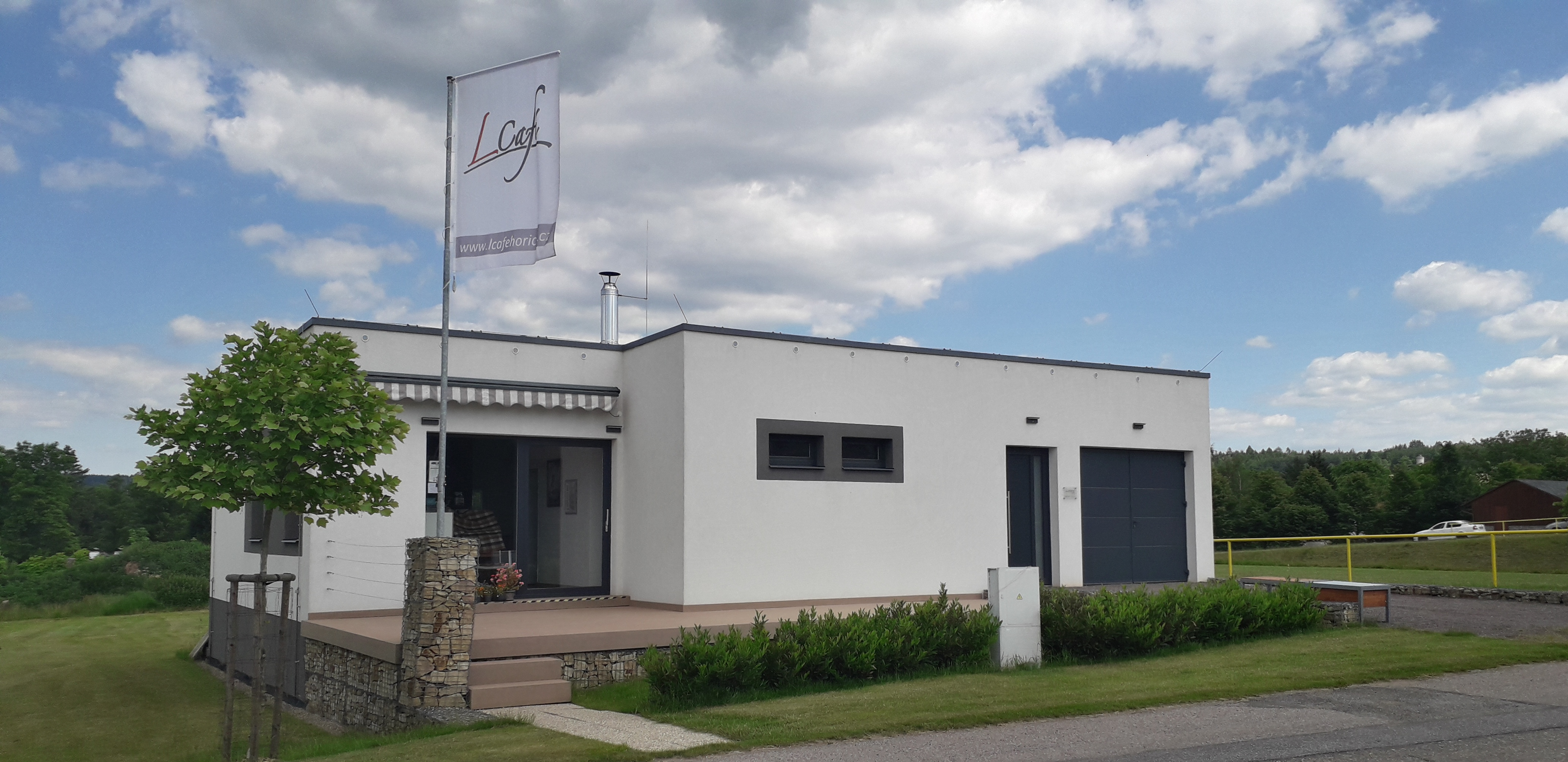
Nová kavárna
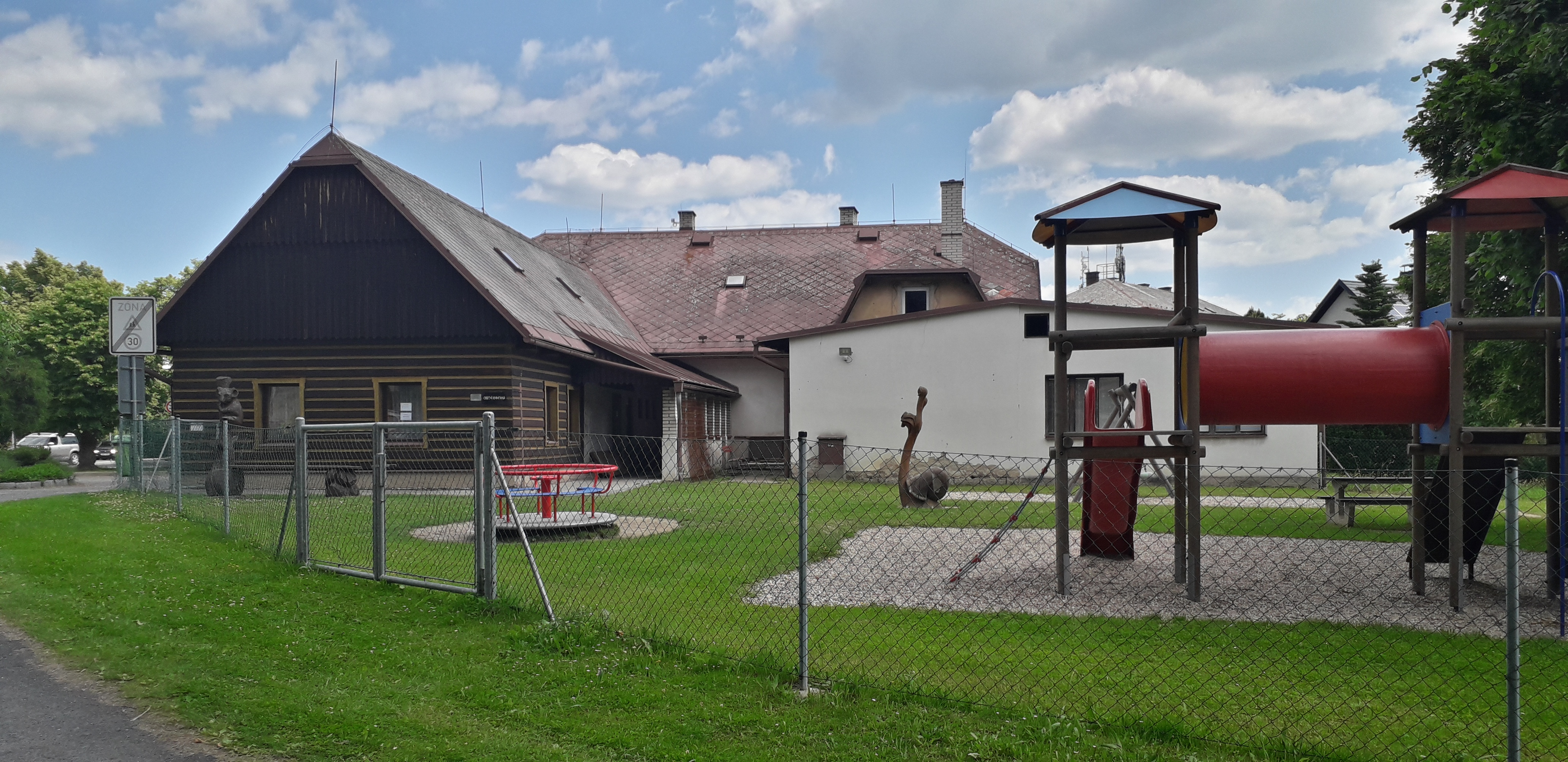
Místní knihovna a hřiště
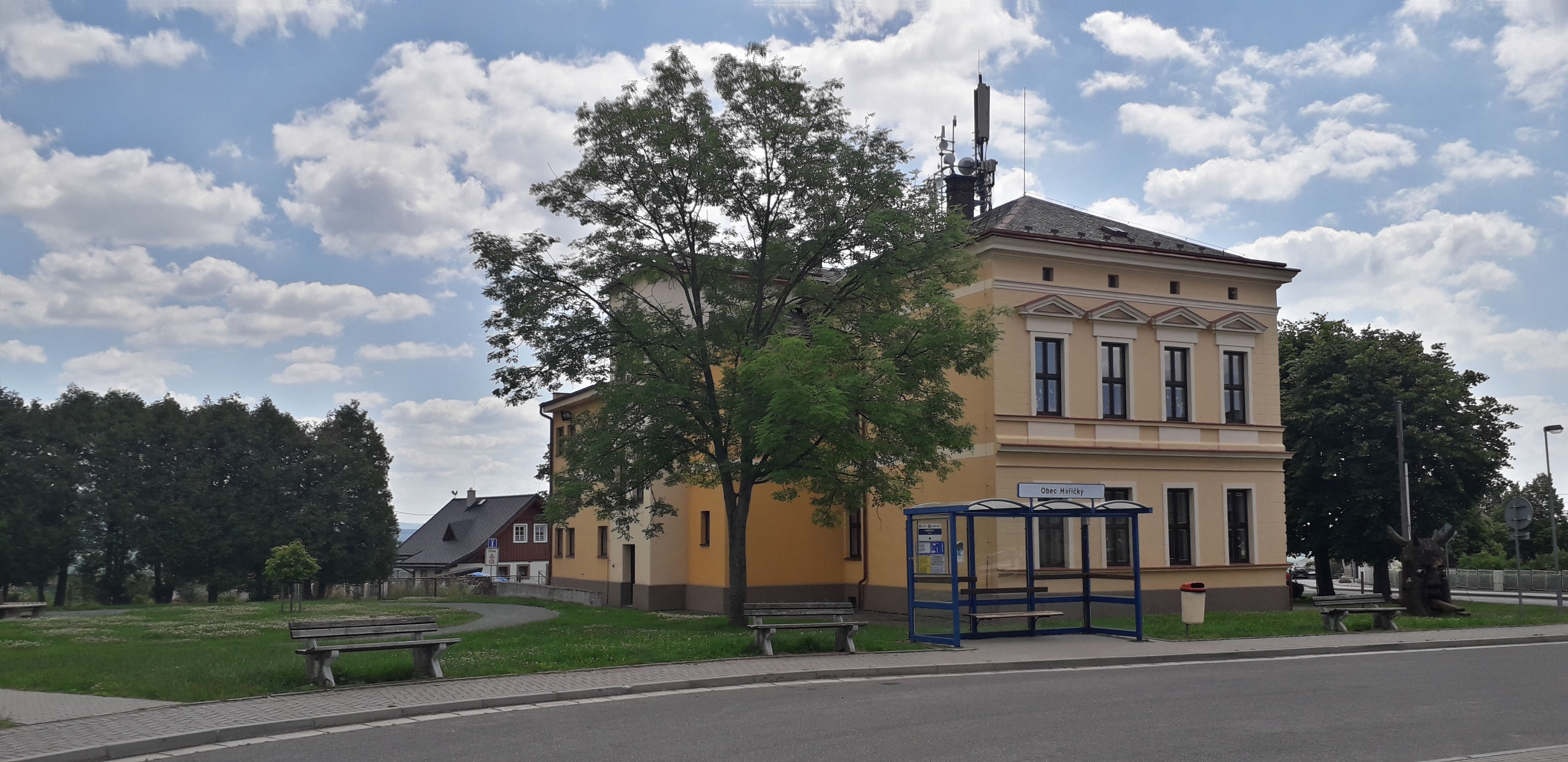
Náves obce
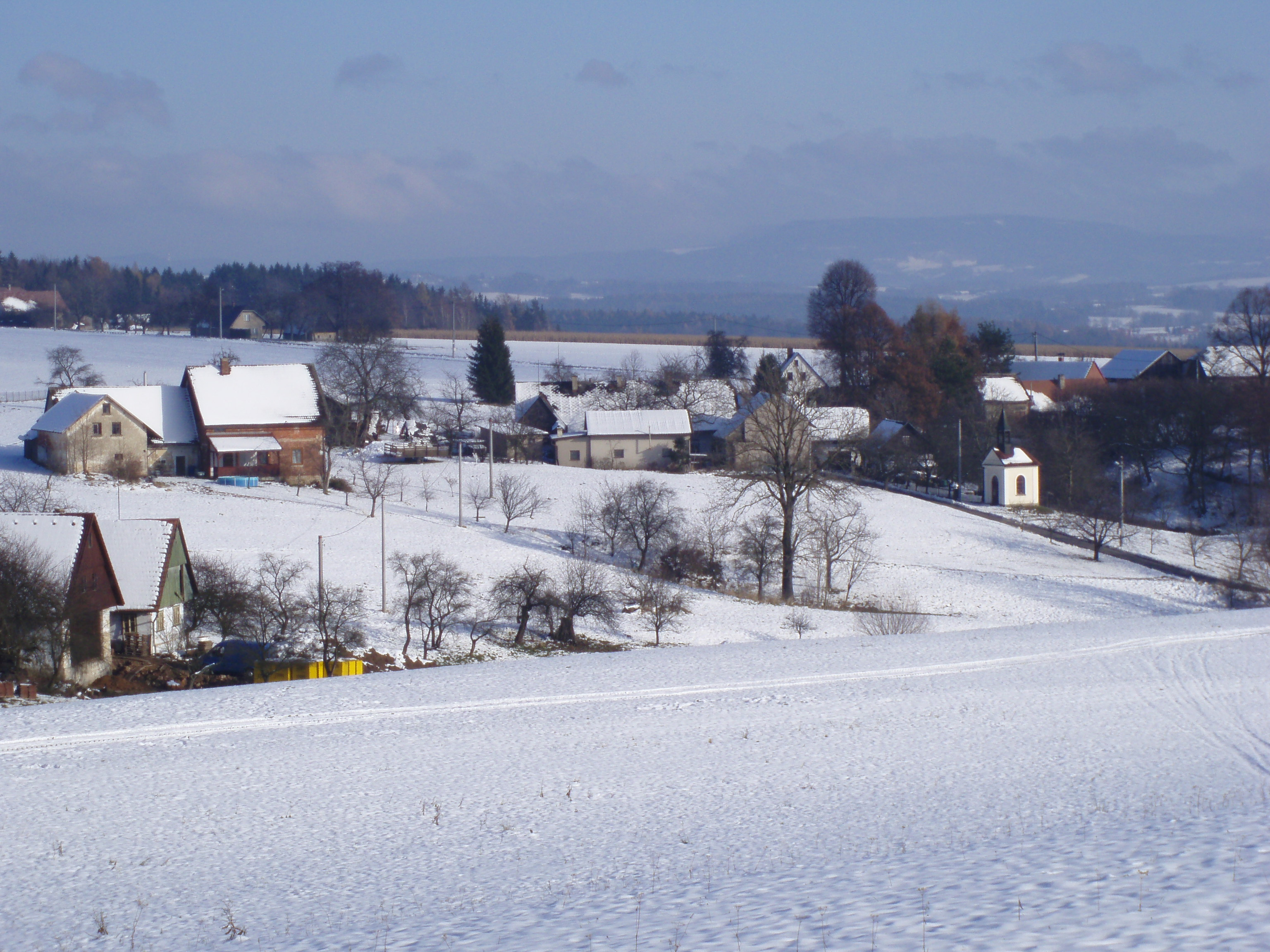
Mečov
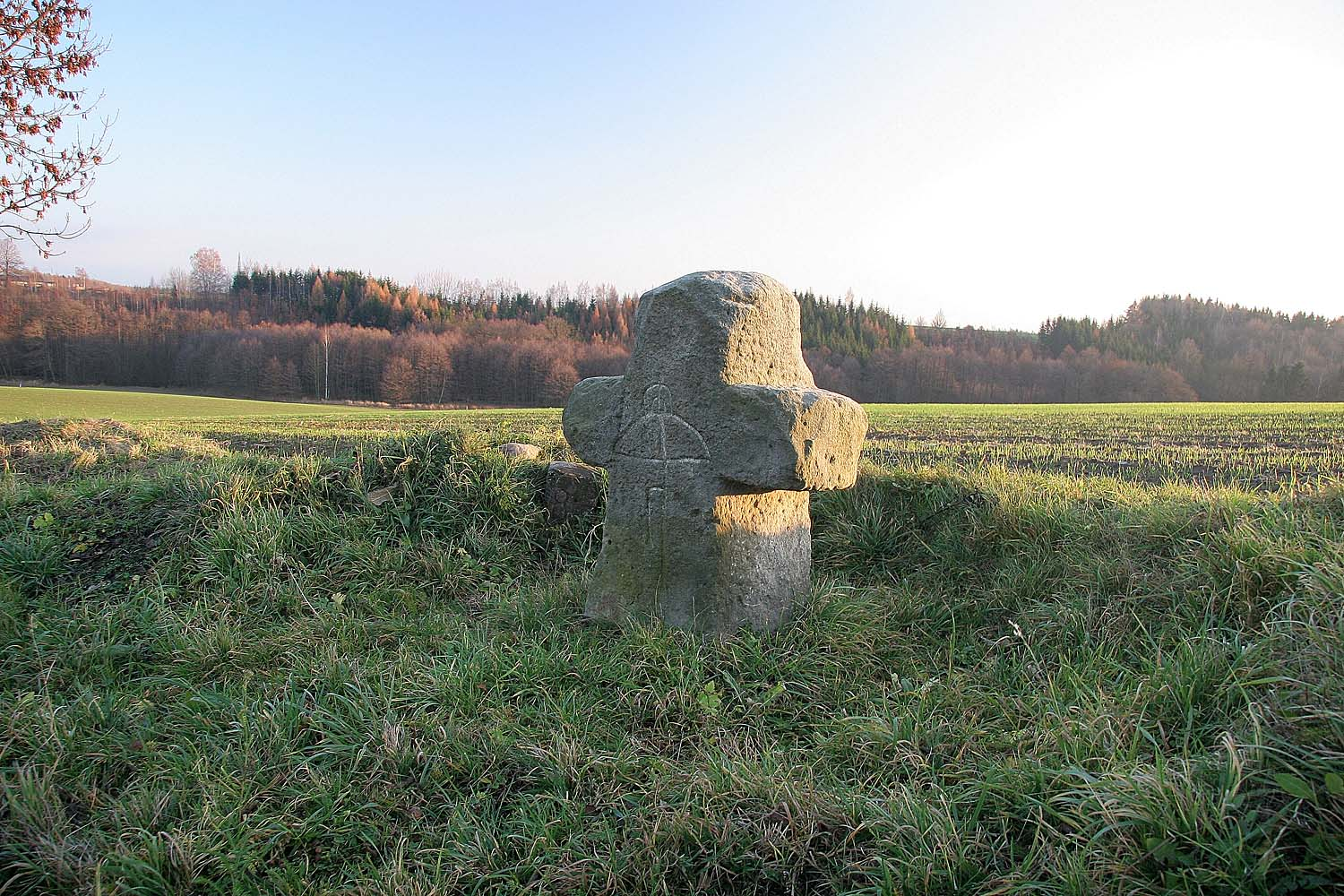
Smírčí kříž
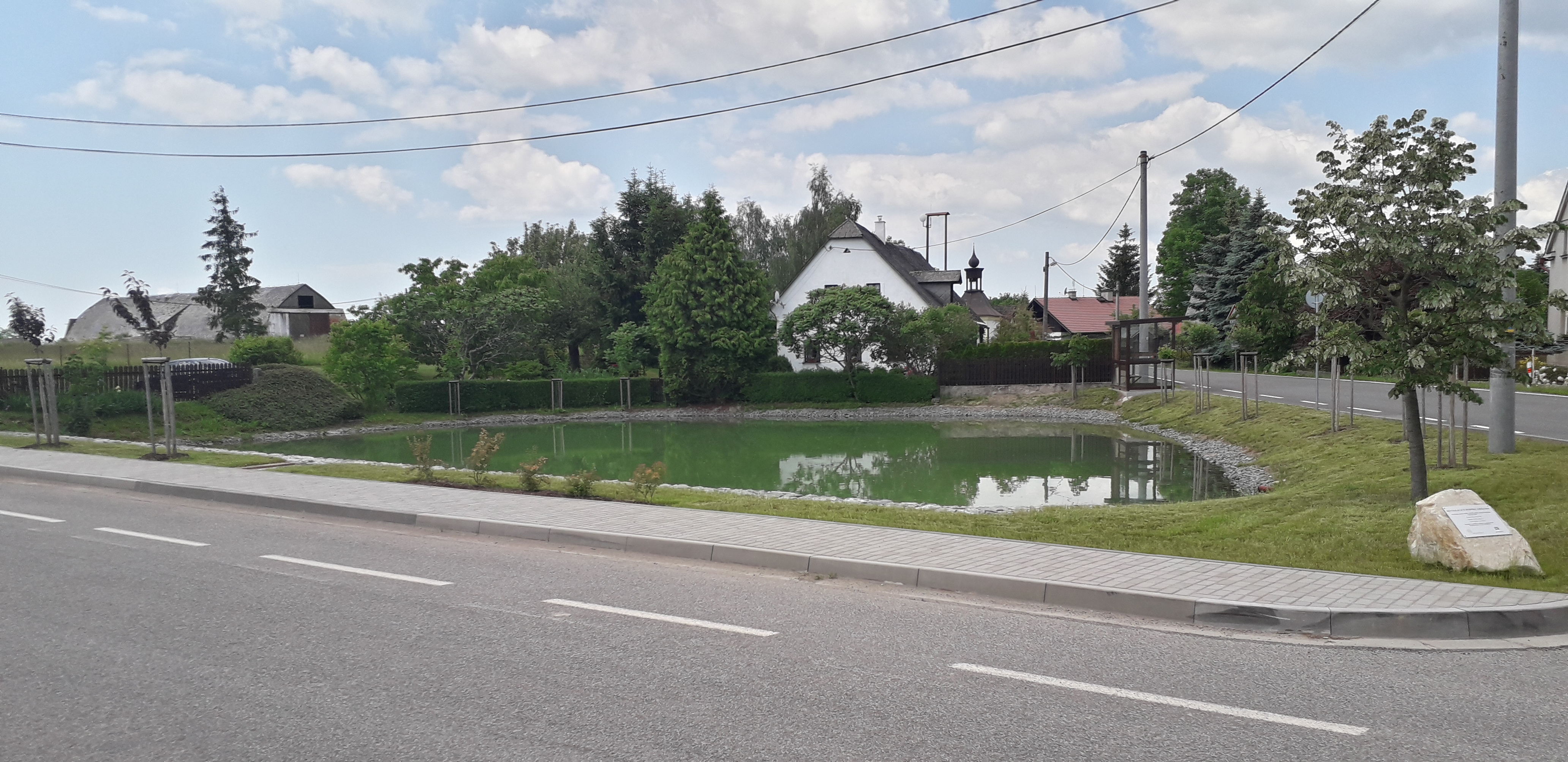
Rybník v místní části Křižanov